# Histoire philatélique et postale de l'Empire ottoman
Ceci est une introduction à l'histoire postale et philatélique de l'Empire ottoman.

## Les timbres de l'Empire ottoman

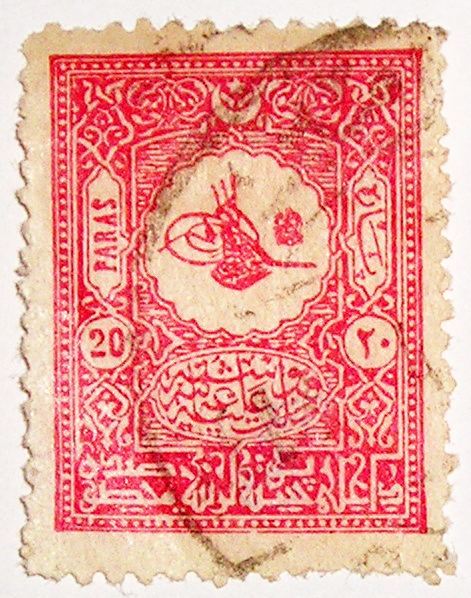
émission de 1901

Les premiers timbres provenant de l'Empire ottoman ont été émis en 1858. Il s'agissait en fait d'affranchir les lettres confiées aux bateaux de l'Amirauté. En 1868, deux timbres d'usage identique ont été émis pour la compagnie « Asia Minor Steam Ship Co ».
Les « vrais timbres » datent en fait de 1863 et ont été utilisés dans de nombreux pays sous dépendance ottomane :
- en Europe : Bulgarie, Grèce, Turquie.

- en Asie : Liban,Syrie,

- en Afrique : Égypte,

### Bureaux anglais

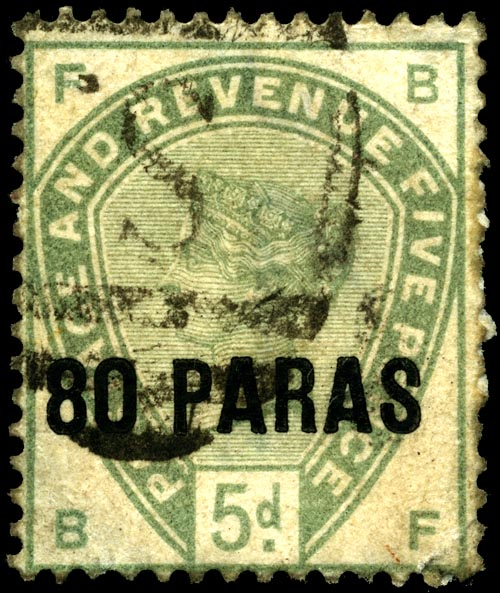
Timbre de bureau anglais de 1885 (Victoria)

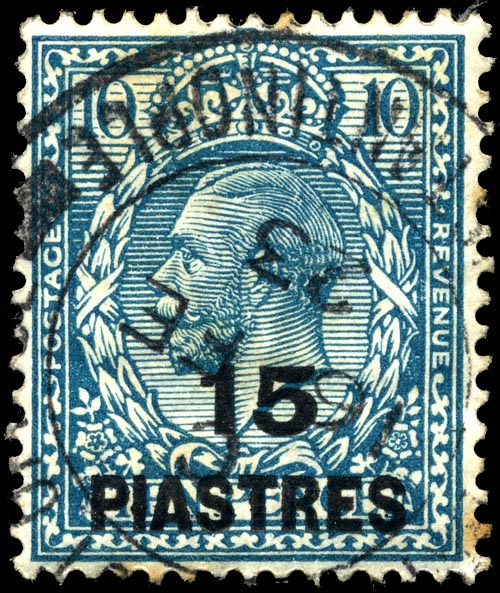
Timbre de bureau anglais de 1921 (George V))

## Bureaux du Levant

### Bureaux autrichiens
Il y a eu jusqu'à 80 bureaux ouverts. Ils utilisèrent les timbres de la Lombardie-Vénétie partir de 1863, puis des émissions spécifiques (en Soldi) à partir de juin 1867.
Pour une vue exhaustive, voir la galerie https://commons.wikimedia.org/wiki/Postmarks_of_Austrian_post_offices_abroad

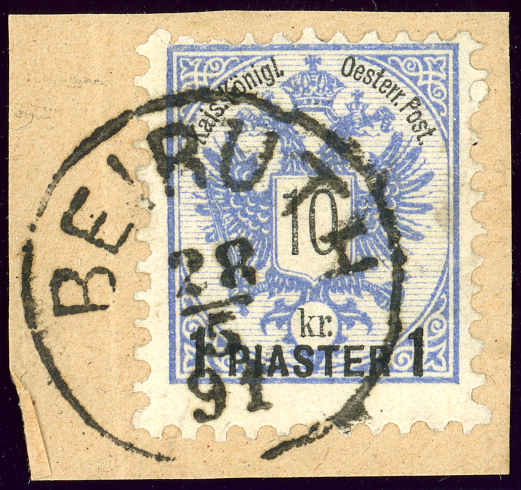
Bureau de Beiruth (Beyrouth) en 1891.

### Bureaux français

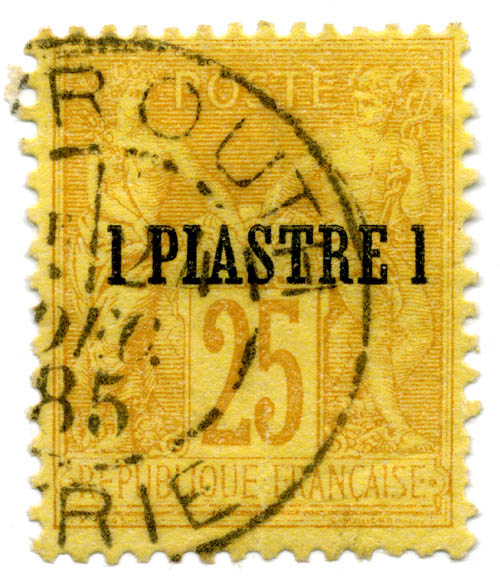
25 c au type Sage surchargé avec la valeur 1 piastre et utilisé à Beyrouth en 1885

### Bureaux russes

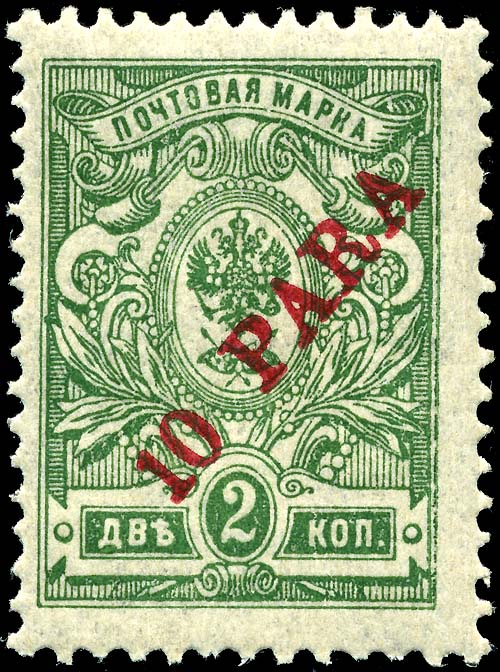